# Macrobloc
Le terme macrobloc (de l'anglais macroblock) désigne deux notions :
- un élément composant certains signaux vidéo numériques ;
- un phénomène, effet ou artefact pouvant survenir lors de la compression vidéo numérique ou du décodage de ce type de signaux. Dans ce cas on évoque l'apparition de macroblocs à l'image.

L'apparition de macroblocs à l'image est généralement la conséquence d'un problème de mauvaise transmission ou réception des signaux voire une "interprétation" du flux de données numériques dépassant un certain seuil au-delà duquel, le taux d'erreur n'est plus compensé par les dispositifs ou circuits de traitement numérique.

## Technique

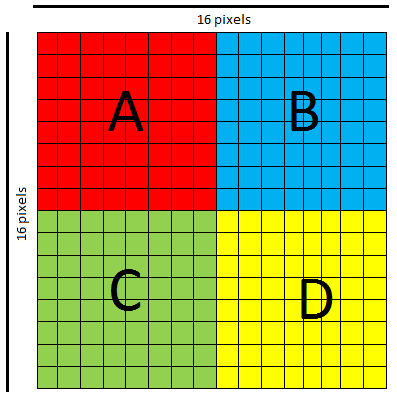
Macrobloc

Pour le format vidéo numérique 4:2:0, un macrobloc représente a un bloc composé de 16 sur 16 pixels. Chaque macrobloc intègre lui-même 4 blocs Y, 1 bloc Cb, 1 bloc Cr. Il est également présent dans les formats professionnels YCbCr (4:2:2 ou 4:4:4). Les macroblocs peuvent eux-mêmes être sous-divisés en blocs, désignés par le terme partitions. Ainsi par exemple, pour l'algorithme de compression H.264 (associé au format MPEG-4), chaque bloc est de taille 4x4 pixels.
```
+-------+-------+-------+----------+-----+----+----+------+
|  ADDR |  TIP  | QUANT | VEC. MOV | CPB | b0 | b1 | ...  |
+-------+-------+-------+----------+-----+----+----+------+

```

- ADDR: Adresse du bloc dans l'image.
- TIPUS: Identificateur del tipus de macrobloc (Images I, P et B).
- QUANT: Quantification du valeur.
- VEC. MOV: Vecteur de mouvement.
- CPB: Codi de Patro de Bloc, certains blocs dans le macrobloc sont faciles et d'autres pas, indiquant une sentinelles qui sont présents au sein du bloc.

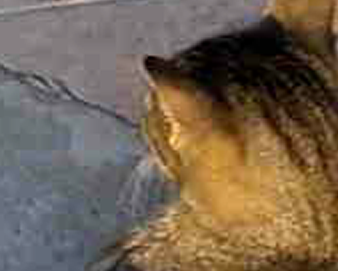
Apparition de macroblocs indésirables sur une image tirée d'une vidéo numérique.

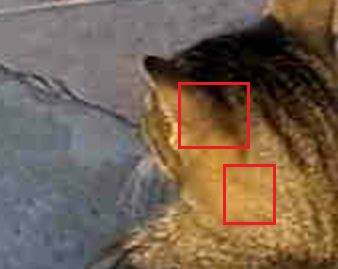
Mise en évidence du phénomène : les macroblocs sont soulignés par un contour rouge.

- Blocs (4 Y, 1 Cr, 1 Cb)

## Notions complémentaires
- H.261, H.263 et H.264
- MPEG-2
- Compression vidéo
- Sous-échantillonnage de la chrominance
- inter-trame